# Picareta

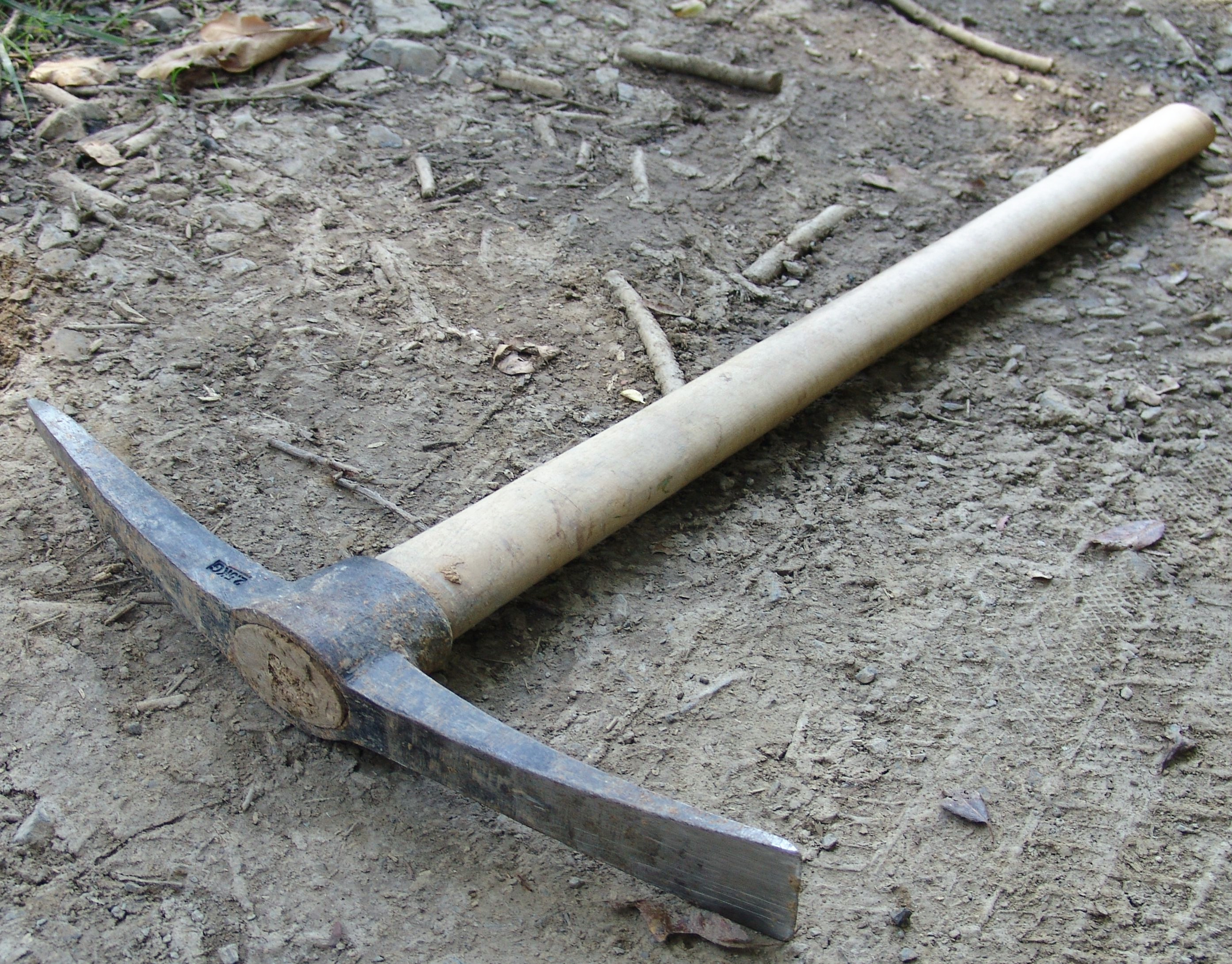
Uma picareta.

A picareta, no Ceará também conhecida como chibanca, é uma ferramenta, semelhante ao martelo que consiste em uma cabeça de metal pontiaguda fixada na ponta de um cabo comprido feito usualmente de madeira. Seu principal uso é quebrar pedras e rochas, sendo muito utilizada em minas e obras para escavação de túneis, onde o trabalho para quebrar as pedras era manual antes da introdução das modernas escavadeiras.
Alpinistas também fazem uso de picaretas especiais, principalmente quando realizam escalada no gelo. A função da picareta neste caso é prover um ponto de fixação no gelo ou simplesmente para quebrá-lo para abrir caminho.